# Milpa Alta
Milpa Alta là một đô thị thuộc bang Distrito Federal, México. Năm 2005, dân số của đô thị này là 115895 người.